# That Thing You Do!
That Thing You Do! ist ein US-amerikanischer Spielfilm aus dem Jahr 1996. Mit diesem Film debütierte Tom Hanks als Regisseur.

## Handlung
Es ist das Jahr 1964: Der junge Guy Patterson, ein begeisterter Schlagzeuger, lebt in Erie, Pennsylvania, und führt dort als Aushilfe im Elektrogeschäft seines Vaters ein unspektakuläres Leben. Dies ändert sich, als die ihm bekannten Mitglieder einer örtlichen Band eine Aushilfe für ihren verletzten Schlagzeuger suchen. Die Band will an diesem Abend an einem Talentwettbewerb der Schule teilnehmen. Guy sagt zu und als es zum Auftritt der Oneders kommt, spielt er den Song That Thing You Do! in einem bedeutend schnelleren Tempo und macht die einstige Ballade damit zu einem Rock-’n’-Roll-Stück.
Das Publikum ist begeistert und die Oneders gewinnen den ersten Preis. Sie bekommen Engagements, nehmen den Song auf Platte auf und werden im Radio gespielt. Bei einem ihrer voll besuchten Auftritte wird ein Manager auf sie aufmerksam, der sie unter Vertrag nimmt. Die Oneders kommen bei einem großen Plattenlabel unter, gehen unter dem Namen The Wonders auf Tournee und treten schließlich sogar in der erfolgreichsten Fernsehshow des Landes auf.
Bald gibt es Schwierigkeiten innerhalb der Band. Der Bandgründer und Songschreiber Jimmy fühlt seine Kunst an den Kommerz verkauft, außerdem vernachlässigt er seine Freundin Faye. Der Gitarrist Lenny ist durch seine neue Freundin abgelenkt und der Bassist ist gedanklich schon bei der Army.
Schließlich fällt die Band auseinander: Jimmy verlässt die Gruppe, als er erkennt, dass nicht seine Songs aufgenommen werden sollen, sondern ihr Manager die Musik diktiert. Lenny ist mit seiner Freundin nach Las Vegas durchgebrannt, hat dort geheiratet und ist beim Glücksspiel reich geworden. Der Bassist ist mit seinen Freunden von der Army nach Disneyland verschwunden.
Guy akzeptiert das Ende der Band und erhält eine Gelegenheit, seinen eigenen Weg als Musiker weiterzugehen. Später werden er und Faye eine Familie und eine Musikakademie gründen, Jimmy in einer anderen Band Erfolge feiern, Lenny zum Casinomanager aufsteigen und der Bassist mit dem Purple Heart aus dem Vietnamkrieg zurückkehren.

## Kritik
„Das Regiedebüt des Hollywood-Schauspielers Tom Hanks vermeidet weitgehend Konflikte und Mißtöne. Alles ist getragen von der Heiterkeit damaliger Film- und Fernsehproduktionen im Bereich des Musikbusiness, das immerhin in einigen Szenen treffend auf die Schippe genommen wird.“

## Auszeichnungen
Adam Schlesinger wurde für den Song That Thing You Do! für die Filmpreise Oscar, Golden Globe und Golden Satellite Award nominiert und gewann den Florida Film Critics Circle Award. Der Film wurde für den Young Artist Award als Bestes Musical oder Komödie nominiert.

## Das Lied „That Thing You Do!“
That Thing You Do! wurde von Adam Schlesinger komponiert. Das Lied wurde zu Promotionszwecken als Single der fiktiven, aus dem Film bekannten Band The Wonders in den USA veröffentlicht und schaffte Platz 41 in den US-Billboard-Charts.